# أشرف سنكلير
أشرف دانيال محمد سنكلير (بالملايوية: Ashraf Daniel Mohammed Sinclair)‏؛ (بالإنجليزية: Ashraf Daniel Mohammed Sinclair)‏ هو ممثل وعارض ماليزي.

## روابط خارجية
- أشرف سنكلير على موقع IMDb (الإنجليزية)
- أشرف سنكلير على موقع قاعدة بيانات الفيلم (الإنجليزية)